# Линда Недбалова
Линда Недбалова (на чешки: Linda Nedbalová) е чешка биоложка и антарктическа изследователка.

## Биография
Родена е през 1976 г. в Прага, Чехословакия. През 2000 г. завършва магистратура по биология във Факултета по природни науки на Карловия университет в Прага. След това получава докторска степен в същия факултет през 2007 г. Докторската ѝ дисертация е на тема Phytoplankton in acidified lakes: structure, function and response to ecosystem recovery. Става изследовател в Института по ботаника на Чешката академия на науките в Тржебон и в Катедрата по екология на Карловия университет в Прага, е асистент. От 2008 г. участва в полярни изследвания от 2008 г. Тогава е поканена да участва в експедицията към новооткритата чешка антарктическа станция „Йохан Грегор Мендел“ на остров Джеймс Рос. През 2011 г. е удостоена с награда на Чешката академия на науките за млади учени за работата ѝ върху изучаването на снежните водорасли.
По време на две поредни експедиции в Антарктика, заедно с Йозеф Елстър, прави лимнологично изследване на полуостров Улу и Клиъруотър. Освен първите характеристики на езерния район, това изследване дава, в сътрудничество със специалисти като Барт ван де Вийвер или Иржи Комарек, важни резултати в таксономията, екологията, екофизиологията и биогеографията на антарктическите цианобактерии, диатомите и зелените водорасли. Член е на Cryosphere Ecology Group, създадена в Карловия университет в Прага.